# پرستاولکی و تشرتشان
پرستاولکی و تشرتشان (به لاتین: Přestavlky u Čerčan) یک منطقهٔ مسکونی در جمهوری چک است که در ناحیه بنشوو واقع شده‌است. پرستاولکی و تشرتشان ۶٫۴۷ کیلومتر مربع مساحت و ۳۰۷ نفر جمعیت دارد و ۴۲۹ متر بالاتر از سطح دریا واقع شده‌است.